# Lytta sonorae
Lytta sonorae är en skalbaggsart som beskrevs av Van Dyke 1947. Lytta sonorae ingår i släktet Lytta och familjen oljebaggar. Inga underarter finns listade i Catalogue of Life.